# Mimacraea
Mimacraea is een geslacht van vlinders van de familie Lycaenidae, uit de onderfamilie Poritiinae.

## Soorten
- M. angustata Schultze & Aurivillius, 1923
- M. apicalis Smith & Kirby, 1890
- M. costleyi Druce, 1912
- M. charmian Smith & Kirby, 1890
- M. darwinia Butler, 1872
- M. dubitata Druce
- M. eltringhami Druce, 1912
- M. flavofasciata Schultze, 1912
- M. fulvaria Aurivillius, 1895
- M. gelinia (Oberthür, 1893)
- M. graeseri Schultze, 1912
- M. krausi Dewitz, 1889
- M. laeta Schultze, 1912
- M. landbecki Druce, 1910
- M. luteomaculata Grünberg, 1908
- M. mariae Dufrane, 1945
- M. marshalli Trimen, 1898
- M. masindae Bethune-Baker, 1913
- M. neavei Eltringham, 1909
- M. neokoton Druce, 1907
- M. neurata Holland, 1895
- M. paragora Rebel, 1911
- M. pseudepaea Schultze & Aurivillius, 1910
- M. pulverulenta Schultze, 1912
- M. schmidti Schultze & Aurivillius, 1910
- M. schubotzi Schultze, 1912
- M. skoptoles Druce, 1907
- M. telloides Schultze & Aurivillius, 1910